# Rosa tonquinensis
Rosa tonquinensis är en rosväxtart som beskrevs av François Crépin. Rosa tonquinensis ingår i släktet rosor, och familjen rosväxter. Inga underarter finns listade i Catalogue of Life.